# تارا ريد
تارا ريد (بالإنجليزية: Tara Reid)‏ ممثلة أمريكية من مواليد 8 نوفمبر 1975.

## قائمة الأعمال

### الأفلام
- (1998) أسطورة شعبية[5]
- (1998) ليباوسكي الكبير[6]
- (1999) الفطيرة الأمريكية[7][8][9]
- (2001) الفطيرة الأمريكية 2[10][11][12]
- (2005) وحيد في الظلام[13]
- (2012) لم الشمل الأمريكي[14][15][16]
- (2013) شاركنيدو
- (2014)  ذا سيكوند وان
- (2014) مزرعة تشارلي
- (2015)  أوه هيل نو![17]

### المسلسلات
- سكرابز

## مواقع خارجية
- تارا ريد على موقع IMDb (الإنجليزية)
- تارا ريد على موقع ميتاكريتيك (الإنجليزية)
- تارا ريد على موقع روتن توميتوز (الإنجليزية)
- تارا ريد على موقع قاعدة بيانات الأفلام العربية
- تارا ريد على موقع ألو سيني (الفرنسية)
- تارا ريد على موقع ميوزك برينز (الإنجليزية)
- تارا ريد على موقع أول موفي (الإنجليزية)
- تارا ريد على موقع قاعدة بيانات الأفلام السويدية (السويدية)
- تارا ريد على موقع إن إن دي بي (الإنجليزية)
- تارا ريد على موقع ديسكوغز (الإنجليزية)